# Лемешев Георгій Кирилович
Лемешев Георгій (Юрій) Кирилович (1946—2014) — радянський, український оператор комбінованих зйомок.

## Біографічні відомості
Народився 23 липня 1946 р. Працював механіком, асистентом оператора.
З 1972 р. — оператор комбінованих зйомок студії «Київнаукфільм».
Був членом Національної спілки кінематографістів України.
Пішов із життя 3 жовтня 2014 року.

## Фільмографія
Зняв стрічки:
- «Ритм задано світові» (1971. Приз V Всесоюзного кінофестивалю, Тбілісі, 1972)
- «Швидше, швидше, швидше» (1972, Приз, диплом і медаль Олімпійського комітету на Міжнародному кінофестивалі спортивних фільмів, Кортіна д'Ампеццо, Італія, 1973; Срібна медаль IV Всесоюзного кінофестивалю спортивних фільмів, Одеса, 1972)
- «Комп'ютер і загадка Леонардо» (1973, Приз XII Міжнародного кінофестивалю науково-фантастичних фільмів, Трієст, Югославія, 1975, Перша премія і диплом Академії Наук АзРСР VII Всесоюзного кінофестивалю, Баку, 1974)
- «Стрільба з лука» (1973, Срібна медаль і приз V Всесоюзного фестивалю спортивних фільмів, Таллінн, 1974)
- «Наступ на рак» (1974. Золота медаль і Перший приз Міжнародного кінофестивалю по охороні здоров'я, Варна, Болгарія, 1976; Перша премія VII Всесоюзного кінофестивалю, Кишинів, 1975)
- «Біосфера» (1974, Гран-прі Міжнародного кінофестивалю конгресу УНІАТЕК, Мілан, Італія, 1974)
- «Подвиг» (1975, Приз національного фестивалю фільмів ЧССР, Оломоуц, 1976)
- «Економіка — головна політика» (1975, Перша премія IX Всесоюзного кінофестивалю, Фрунзе, 1976)
- «Біля джерел людства» (1976, у співавт. з Е. Губським. Перша премія X Всесоюзного кінофестивалю, Рига, 1977)
- «І людина літатиме» (1977)
- «Паранджа» (1977, студія «Узбекфільм». Приз «Золотий голуб» Міжнародного кінофестивалю, Лейпциг, 1978)
- «Дерзайте, ви талановиті» (1979)
- «Кристалізація металів і сплавів» (1978, Гран-прі Міжнародного кінофестивалю навчальних фільмів, Польща, 1979)
- «Модель майбутнього», «Наш Київ» (1979)
- «Коли зникають бар'єри» (1980)
- «Петля Оріона» (1980, Одеська кіностудія, у співавт. з В. Авлошенком та Е. Губським)
- «Київська симфонія» (1982)
- «Повернення з орбіти» (1983, у співавт. з С. Стасенком)
- «Легенда про безсмертя» (1985)
- «Спокуса Дон-Жуана» (1985, у співавт.)
- «Потрійний стрибок „Пантери“» (1986)
- «Важко бути богом» (1989, у співавт.)
- «Дамський кравець» (1990)
- «Увага: Відьми!» (1990)
- «Останній бункер» (1991)
- «Снайпер» (1991)
- «Козаки йдуть» (1991)
- «Гетьманські клейноди» (1993)
- «Дорога на Січ» (1994)
- «Атентат — Осіннє вбивство в Мюнхені» (1995, у співавт.)
- «Своя доля. Сон» (1997)
- «Богдан-Зиновій Хмельницький» (2006) та ін.